# روزدل
شهر روزدل (به فرانسوی: Roosdaal) در ناحیه اداری ال-ویلوورد  در استان فلومیش بربان  در منطقه فلاندری در کشور بلژیک واقع شده‌است.